# Johan de Maegt
Johan de Maegt (Beert, 24 september 1876 - Halle, 23 maart 1938) was een Belgisch journalist, vooral bekend als schrijver van cursiefjes.

## Biografie
De Maegt was de oudste zoon van timmerman en herbergier Lodewijk de Maegt uit Beert, vandaag deel van Pepingen. Hij liep middelbaar onderwijs in Halle, volgde normaalschool in Gent en werd op 15 maart 1897 aangesteld als gemeenteonderwijzer in Schaarbeek. Hij huwde er met Melanie Dufaux en week tijdens de Eerste Wereldoorlog uit naar het neutrale Nederland. In Middelburg richtte hij een Belgische school op voor kinderen van oorlogsvluchtelingen, en werd hij journalistiek actief. Hij schreef onder meer voor het blad Vrij België.
Na de oorlog richtte hij zich uitsluitend op schrijven en journalistiek. Hij werd voltijds redacteur bij Het Laatste Nieuws, waar hij vooral bekendheid verwierf als schrijver van cursiefjes. Deze verschenen in de rubriek Verloren Hoeksken, vaak ook onder de pseudoniemen A. Rannah en Nele Klauwaerdinne. Door Gaston Durnez werd hij ooit "de vader van het Vlaamse cursiefje" genoemd. Hij beïnvloedde onder meer Louis Paul Boons De Kapellekensbaan. Hij leverde ook de tekst voor de cantate "Hosannah, Albert", waarvan de muziek geschreven was door Jos. de Klerk. Deze cantate werd uitgevoerd bij de opening van een tentoonstelling in, en over, het Belgische vLuchtoord te Ede op 5 augustus 1915. Johan de Maegt stierf op 23 maart 1938 aan maagkanker.